# やけくそ天使
『やけくそ天使』（やけくそてんし）は、吾妻ひでおによる日本のギャグ漫画作品。『プレイコミック』（秋田書店）誌上で1975年（昭和50年）1月11日号から1980年（昭和55年）1月10日号まで連載された。
続編として『やけくそ黙示録』がある（『マンガ少年』（朝日ソノラマ）1981年（昭和56年）2月号から5月号まで連載）。

## 解説
吾妻ひでおの代表作の1つで、全体的にパロディーネタやエロティックな雰囲気など、様々な要素を詰め込んだギャグ漫画でもある。

## 登場人物
阿素湖素子（あそこ そこ）
本作のヒロインでもあり主人公。作中では姓の「阿素湖」で呼ばれることが多い。初登場時は看護婦（白衣の天使）だったが、第一話で勤務先の病院をクビになり、以後、スチュワーデス、教師、専業主婦、家政婦、アイドル歌手、会社社長など、さまざまな職業を転々とする。連載中盤で結婚するが（ただし、三重婚の上入籍していなかった）、うやむやのうちに離縁している。とてつもないスケベで、徹底的に自由奔放、かつ自己中心的な性格のトラブルメーカー。傍若無人で天下無敵だが、なぜか相棒の進也にだけは頭が上がらない。女性でありながらエロ本を読んだり、股間で話す等の習性がある。話が進むにつれて超能力者のような活躍をしたり、果ては不老不死になってしまう。分裂したりサイボーグ化を遂げたりなど、人外の能力をもつ、吾妻作品最強のキャラクター。終盤になると、虚無感に囚われて一度「うつ状態」になってしまった事がある。
最終回では往生際の悪さを発揮し、テレポーテーション能力を使って、『月刊プレイコミック』に連載されていた『贋作ひでお八犬伝』（1979 - 80年）の世界に乱入、吾妻ひでお率いる「阿素湖討伐隊」と戦いを繰り広げた。また、『メチル・メタフィジーク』（1979 - 80年）には、本作のプロローグ的なエピソードがある。他に『どろろん忍者』（1979 - 80年）、『チョコレート・デリンジャー』（1980 - 82年）などにも登場。
『やけくそ黙示録』では何の脈絡もなく若返り、女子中学生として登場した。血液型はO型。連載中に掲載誌が休刊したため、ファンからは、自分の掲載誌にすら容赦のない「まことに恐ろしいキャラクター」と（冗談で）評されている。
作者は「このキャラあまりにも無敵なんで制御できなくなった」と評している。
進也（しんや）
第4話から登場。素子の養子。初登場時は小学生で、途中で中学校に進学。素子とは違いしっかりしているが、トラブルに巻き込まれてしまう事も少なくなく、主にツッコミ役を担当。以前は両親と一緒に暮らしていたのだが、両親が駆け落ちしたため孤児になってしまい、同じアパートの隣室に住んでいた素子に養子として引き取られる。素子とは親子というより姉弟のような関係で、素子のことを「おねーちゃん」と呼ぶ。名前の元ネタはあいざき進也。
『やけくそ黙示録』では中学校教師として登場。
吾妻ひでお（あづま ひでお）
この漫画の作者。しばしば作中に登場して話をひっかきまわす。当時、アグネス・チャンの熱狂的なファンだったため、何度かアグネス・チャンを強引に作中に登場させている。
連載終了後はアシスタントと「阿素湖討伐隊」を組織し、他作品に逃亡した阿素湖を追跡している。

## 評価
みなもと太郎はエッセイ『お楽しみはこれもなのじゃ《漫画の名セリフ》』で、本作の名ゼリフとして、吾妻ひでおの「とーとつですが　アルジャーノンに　はなたばをあげてやってください」というセリフを取り上げ、「「とーとつですが」の前置きで科白の価値を見事に崩壊させている」と評している。当時、みなもとの仲間うちではこの科白が流行したという。

## サブタイトル
タイトル順、タイトル表記は秋田漫画文庫版に準拠。
1. 白衣の天使
2. どーしました?
3. こげめがおいしいチン○焼き
4. 誰ぞ進也に愛の手を
5. 小学生もなかなか
6. インラン1番 電話は2番
7. 太めの恋のお話
8. ウーワンワン キャウン
9. 虹の彼方へ行ったきり
10. ああ〜 野性が呼んでる
11. ドキュメンタリー 麻雀大会
12. 眠られぬ夜のために
13. 海は広いけどシマリいいのよ
14. くくく… 苦節25年
15. ヒダ呼吸困難
16. 銀行はお金持ち、して〜
17. 空飛ぶ阿素湖 - 前編 -
18. 空飛ぶ阿素湖 - 後編 -
19. ドロン 今い、いくわ
20. 大空の雀鬼
21. つけものも生ものも好き!
22. プッシーヘラヘラトーク
23. チュチュチュ チュ〜
24. 天翔るチン○追う阿素湖
25. 天使の羽はどどめ色
26. チン相みるならナメながら
27. またまた天使
28. 阿素湖 悶絶空手編
29. あなたも闘魂 プロレス編
30. みんな幻 ボクシング
31. ヌルヌル星のプリンセス
32. 今日もいくいく教育者
33. 青春のタンパク質 しかも濃いめ
34. 200号記念の夜はふけて
35. 迷え! 子羊
36. ちょっと売春
37. やけくそ全部日記
38. くくく…アグネス
39. 美しき赤貝の歌
40. 人類死すとも 阿素湖は死せず
41. 台風 淫風 とりまぜて
42. 脈路なき秋
43. 運動するから運動会
44. 文化なくとも文化祭
45. スローモーション
46. 夜と朝に摑まれ
47. スキーもよいけどストックも
48. きよしこの夜
49. 吾妻先生おとくいのラブ♡コメよ!
50. 「ジョ〜〜〜〜」
51. 酸味スルドイチョコレート
52. 街角にて……
53. まだ生れてない阿素湖みどりのお話
54. とくいのアグネスまんが
55. 人格 かわり玉
56. 結婚が恐くてオ○ンコできるかクソ
57. 阿素湖がいっぱい
58. そして誰もいなくなった チ○ポも
59. 豪華! あらすじつき!
60. 空をこえて
61. じりじり自立
62. 「スナックあそこ」大開店
63. とーとつですが
64. 阿素湖 地獄変 ずぶぶ
65. 阿素湖 昔ばなし あああ
66. タイムスナック
67. くるか! 秋
68. 阿素湖の肖像
69. ウェイトレスです
70. 秘境 北海道を行く
71. 狭いと思えば狭い 広いと思えば広い
72. 何でも出てくるサンタの袋
73. あなたもわたしもスター・ウォーズ
74. 飛行機もマックィーンもレッドフォードも手づくりよ
75. 阿素湖一景
76. 2.26も5.15も昔の話
77. さらに時は乱れて
78. 野菊の墓守り
79. オレたちには明日があ〜る〜さ〜♪
80. で た ら め
81. これがうわさの天狗さし
82. お気にメスまま
83. 新創世記
84. ぬにょろー
85. 生きかえり死にかえり
86. せーじゅん!
87. ゲゲゲの阿素湖
88. 愛するがゆえの屈折したアグネス漫画
89. プププ プリティー ベイビー
90. むちゃくちゃ
91. ダイヤモンド ほ ほしい!
92. あなたと私の内宇宙
93. 気持ちいい色はいつも透明
94. 無理心中……うれしい
95. 夢見ごこちで
96. ないよりましな馬の尻
97. ふるい予言だけど当たってたかなー?
98. 真贋の本質に迫って
99. えすえふハンター そら来た
100. 百回記念はティー・パーティー
101. かくてーしんこく お早めに
102. 侵略するなら こっちにも考えあるよ
103. 行く川の流れはあっちこっち
104. 知性一山30円
105. 芸がのたうつ温泉芸者
106. 性格むつかしい少女漫画
107. 変態と言えなくもないけど正常!
108. そら来た夏
109. むし暑い夜にはスーパーマン
110. フーぞくインラン海 人魚
111. とっつきに来ましたー
112. うちわ鳴く夏
113. ブキミな洋館にはなんかいる
114. あら極限状況
115. 阿素湖たんたんファンタジー(1)
116. 阿素湖たんたんファンタジー(2)
117. 阿素湖たんたんファンタジー(3)
118. しゅうしょく
119. けがわー
120. いよいよ次が最終回
121. 終わりだけど終わんない

### 番外編
『プレイコミック』別冊号（1977年（昭和52年）4月25日号）に「デラックス号協賛特別麻雀編・新宿（ジュク）の雀狼」のタイトルで掲載された、麻雀劇画のパロディー作品。この番外編は単行本化の際に「特別ふろく ゲキガのつもり」と改題され、秋田漫画文庫第4巻、秋田文庫第3巻のそれぞれ巻末に収録された。

## 単行本
- 秋田漫画文庫『やけくそ天使』秋田書店（1977年 - 1980年、全5巻）
- プレイコミックシリーズスペシャル『やけくそ天使』秋田書店（1986年、2巻までで中断）
- 秋田文庫『やけくそ天使』秋田書店（2000年、全3巻）

『やけくそ黙示録』は以下に収録。
- サン・コミックス『やけくそ黙示録』朝日ソノラマ（1982年）
- サン・ワイド・コミックス『やけくそ黙示録』朝日ソノラマ（1987年）
- ハヤカワ文庫『アズマニア 3』早川書房（1996年）